# هنری دی. هتفیلد
هنری دی. هتفیلد (به انگلیسی: Henry D. Hatfield) سناتور سابق عضو حزب جمهوری‌خواه ایالات متحده آمریکا بود. وی در سال ۱۹۲۹ تا ۱۹۳۵ میلادی سناتور ایالت ویرجینیای غربی در سنای ایالات متحده آمریکا بود.